# Marcel-Louis Charpaux
Marcel-Louis Auguste Adrien Charpaux, né à Paris 15e le 7 octobre 1890 et mort à Paris 16e le 22 août 1955, est un peintre français.

## Biographie
On lui doit des natures mortes et des paysages. Il expose au Salon des indépendants et au Salon d'automne à partir de 1922 et fait une exposition particulière à la Galerie Le Triptyque en 1927. 

## Publications
- Mirages, poésie, chant et piano par Paul Fiévet, 1922
- Notre Croisade, essai, avec croquis de l'auteur, 1932
- Le règlement de la Loterie nationale, 1937
- La loterie bienfaisante, 1940
- Les très riches heures de la loterie nationale, 1942
- La loterie à travers la caricature, 1945
- La loterie dans le théâtre, 1946
- La loterie vivante, 1947
- Le Code des impôts, illustrations de Joseph Hémard, 1947
- Almanach de la loterie nationale, avec Robert Joël, 1949
- Les à-propos de la loterie, illustrations de Frédéric Deshayes, 1949